# Schlachthausbahn

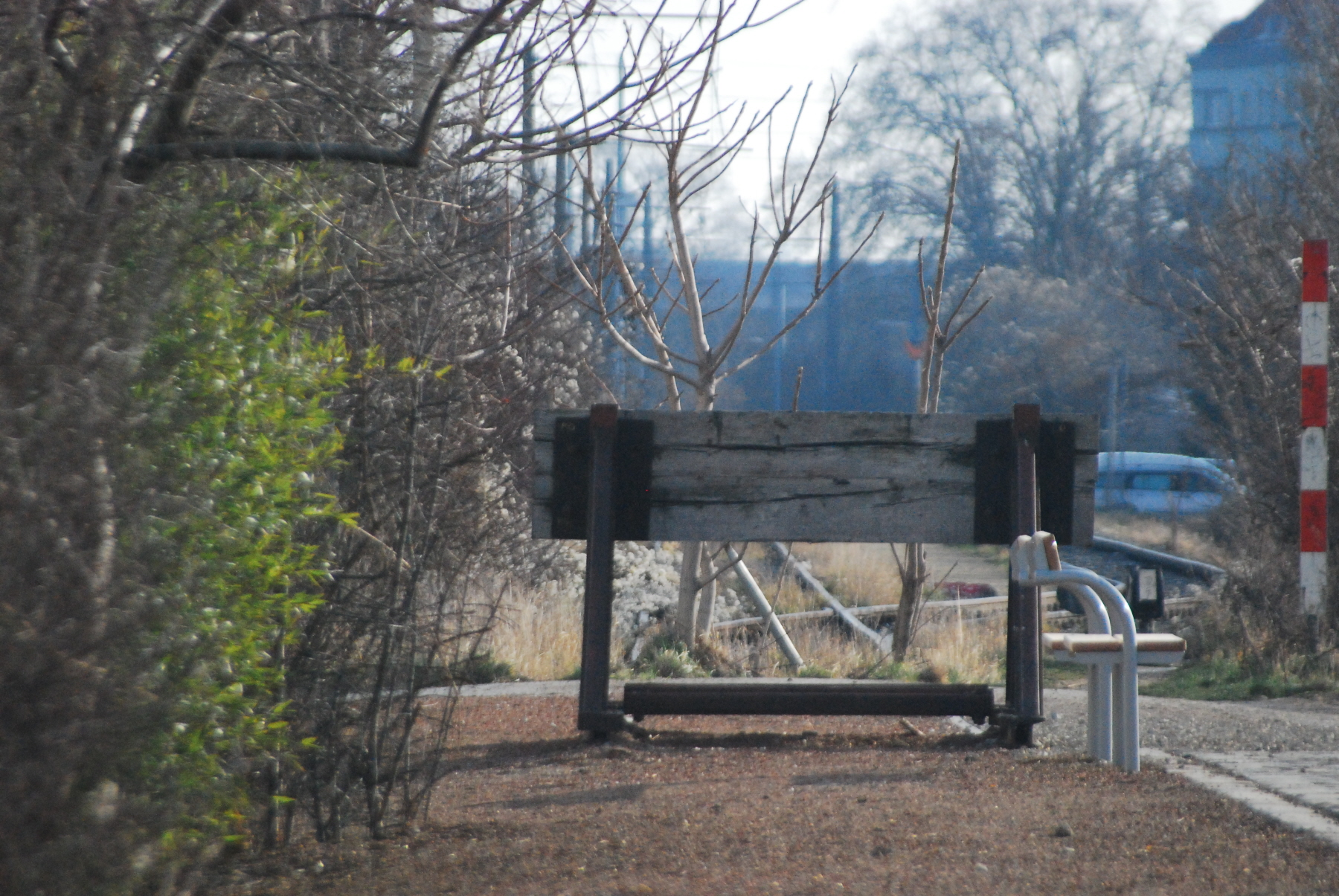
Westliches Ende der Schlachthausbahn

Die Schlachthausbahn in Wien schloss den Wiener Zentralviehmarkt  an das österreichische Eisenbahnnetz an. Der hier gelegene Bahnhof Wien St. Marx war laut einer aus dem Jahr 1920 stammenden Verfügung der einzige Bahnhof der Stadt, auf dem zur Schlachtung bestimmte Tiere entladen werden durften.

## Geschichte und Beschreibung
Das zur Vermarktung auf dem Wiener Zentralviehmarkt bestimmte Vieh wurde ursprünglich aus allen Teilen der Monarchie, vor allem aus Ungarn, herangetrieben. Mit dem Ausbau des Eisenbahnnetzes verlagerte sich der Viehtransport zunehmend auf das Schienennetz. Im Raum Wien wurde das Vieh von den verschiedenen Bahngesellschaften an den eigenen Bahnhöfen entladen und zum Teil durch bewohntes Gebiet außerhalb des Linienwalls von Floridsdorf, vom Ostbahnhof, aus der Brigittenau oder vom Westbahnhof nach Sankt Marx getrieben.

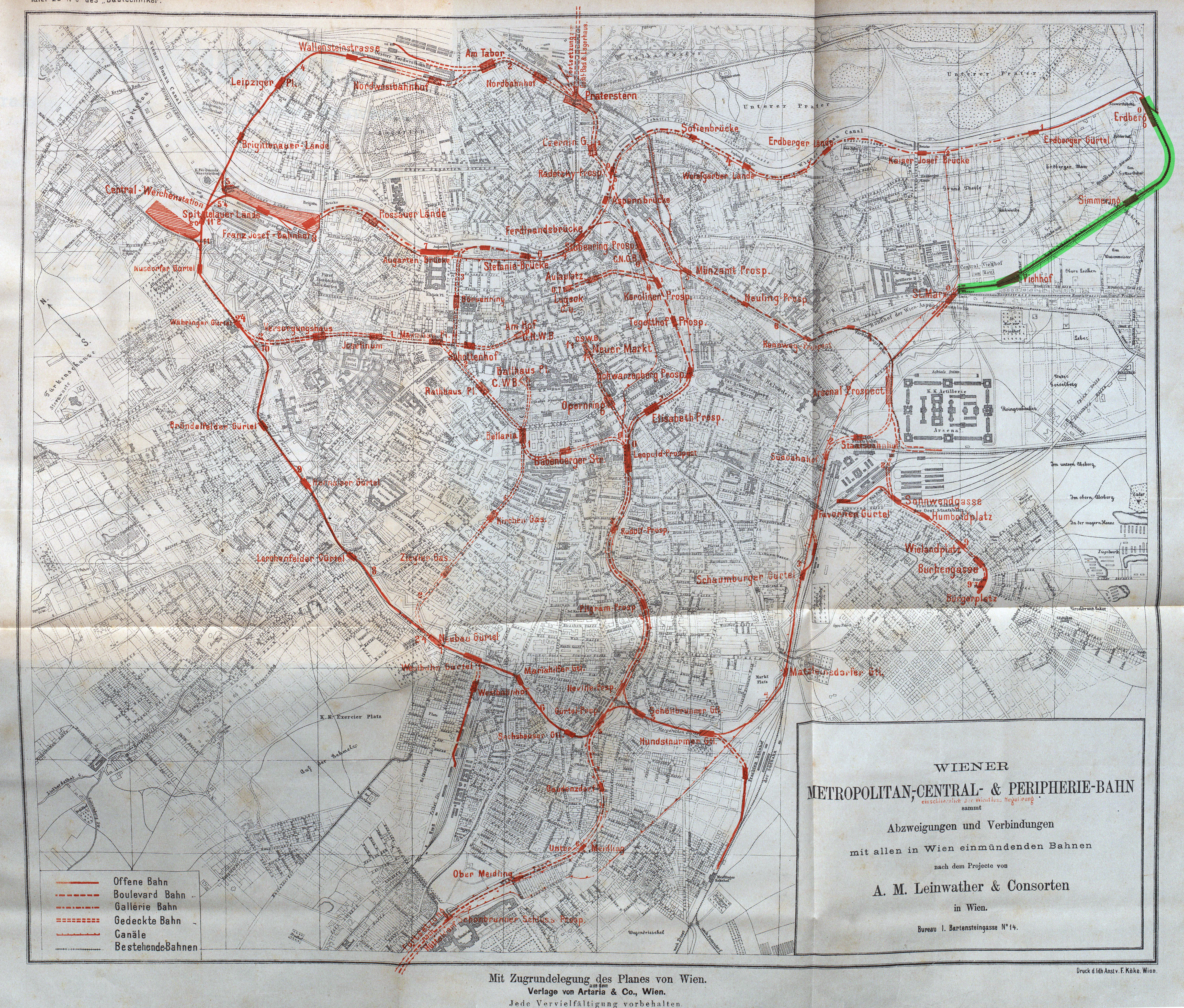
Die 2,73 km lange Schlachthaus-Bahn 1882 innerhalb des Projekts Metropolitan-, Central- & Peripherie-Bahn

Mitte 1871 kam, bedingt durch die Notwendigkeit von Umgestaltung wie Ausbau (Verdoppelung der Fläche) des bestehenden St. Marxer Viehmarktes sowie von Maßnahmen zur Senkung der örtlichen Fleischpreise (Fleischkrise), das Vorhaben des neuen Viehmarkts, vorgetragen durch Johann Heinrich Steudel (1825–1891), an den Wiener Gemeinderat. Der Plan enthielt die bahntechnische Erschließung des Geländes durch Rampen an der Südseite. Ein Bahnanschluss für das St. Marxer Schlachthaus durch eine vom Südbahnhof ausgehende Flügelbahn war bereits am 12. November 1869 durch den im März des Jahres für den Gemeindebezirk Landstraße in den Gemeinderat gewählten k.k. Hoffleischhauer Johann Michael Fischer († 1872; Alter: 58) beantragt worden.
Die Stadt Wien drängte auf die Errichtung eines zentralen Entladebahnhofs, da zu Beginn des Jahres 1873 der Viehtrieb in Wien wegen der Weltausstellung verboten werden sollte. Verschiedene Lösungsvorschläge wurden zwischen den Bahngesellschaften und dem k.k. Handelsministerium diskutiert und wegen voraussehbarer organisatorischer Schwierigkeiten wieder verworfen.

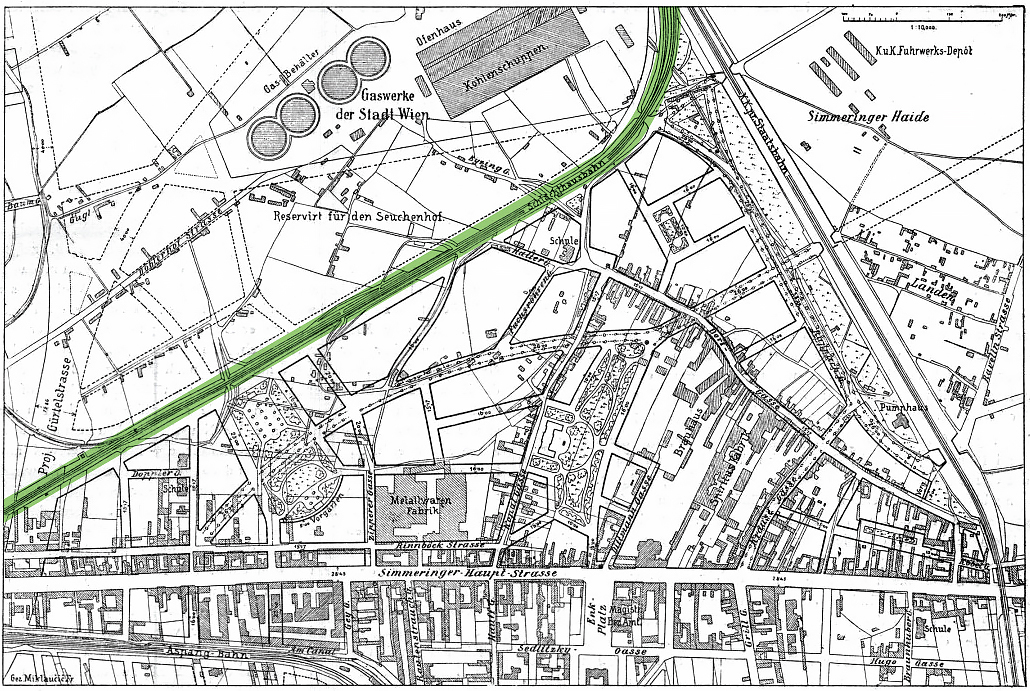
Die Schlachthausbahn in Karl Mayreders (1856–1935) Regulierungsplan für Simmering, 1897/98

Die schließlich entstandene Idee, von der bis 1909 von der StEG betriebenen Ostbahn (nördlicher Ast) bei der Brücke über den Donaukanal im heutigen 11. Bezirk stadtzentrumsseitig die Viehmarktbahn abzweigen zu lassen und zum Zentralviehmarkt zu führen, wäre beinahe vom k.u.k. Kriegsministerium verhindert worden. Dem Ministerium war in Anbetracht der hier gelagerten Pulver- und Sprengstoffmengen der Abstand des geplanten Gleiskörpers zum „Handlaboratorium“ der Artillerie, einer Munitionsfabrik, zu gering. Das Problem wurde von der Gemeinde Simmering gelöst, indem sie den Pachtvertrag für das Grundstück nicht verlängerte, so dass die Munitionsfabrik abgesiedelt werden musste.
Im Oktober 1872 wurde die StEG per Erlass des Handelsministeriums zur Errichtung der Schlachthausbahn aufgefordert. Aus technischen Gründen wurde das Projekt nochmals überarbeitet und im Februar 1873 endgültig genehmigt. Von der Niederösterreichischen Statthalterei wurde am 11. März 1873 die Baubewilligung erteilt. Im Juni 1873 wurde der Lokomotivbetrieb auf der neuen Bahnlinie gestattet. Ungefähr zu dieser Zeit wurde auch mit der Verlegung des ersten der beiden Gleise begonnen.

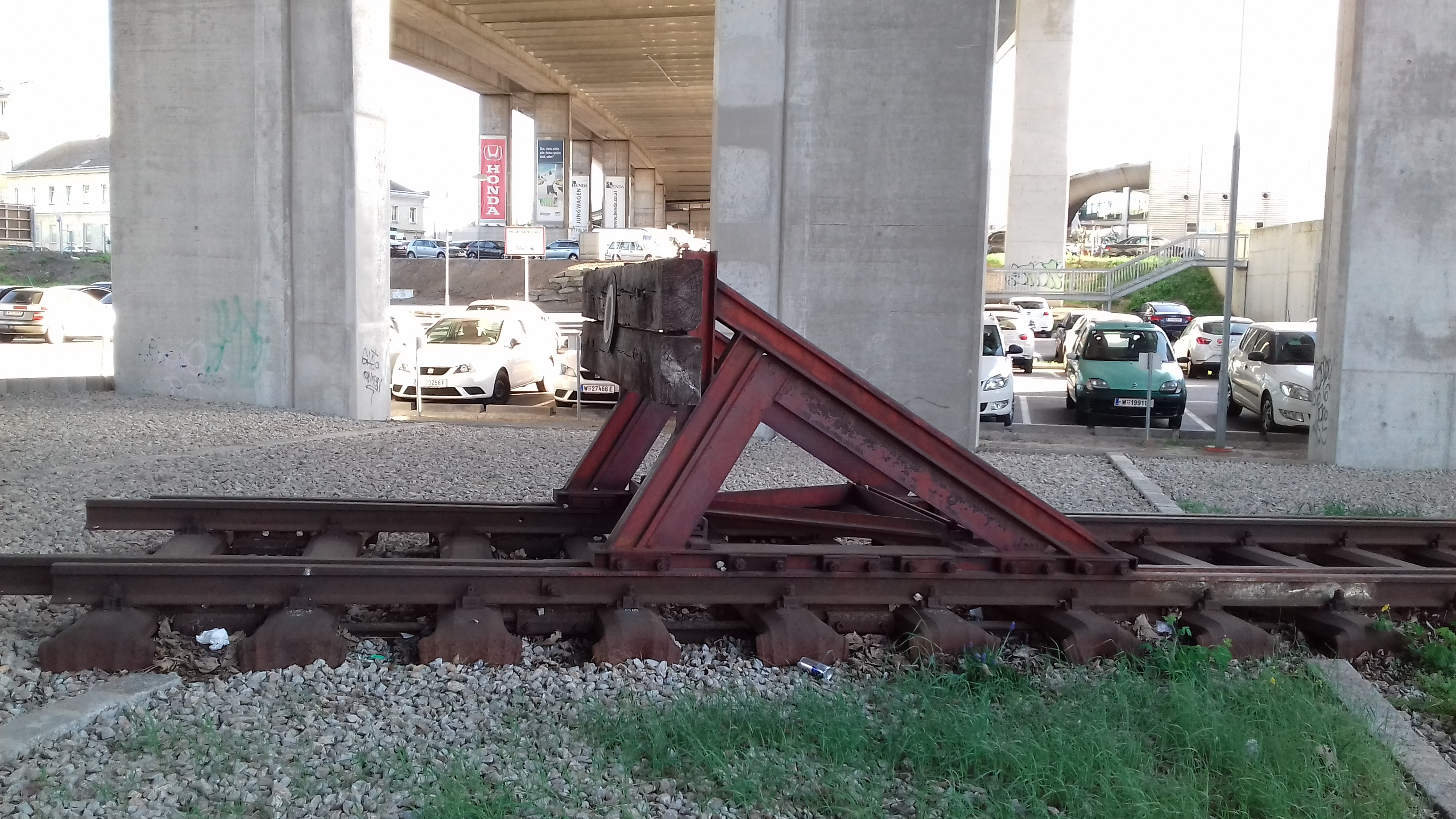
Ein Überrest der Schlachthausbahn unterhalb der Südosttangente

Am 1. Mai 1873 trat das Verbot des Viehtriebes in Wien in Kraft. Bis zur Fertigstellung der Schlachthausbahn sollte das Vieh am Ostbahnhof, damals Staatsbahnhof genannt, entladen und von dort auf den Markt getrieben werden.
Im Jänner 1874 wurde die technisch-polizeiliche Prüfung abgehalten und die Strecke anschließend in Betrieb genommen. Sie verlief direkt südlich der Ostbahnbrücke über den Donaukanal fast bis zur Haidestraße neben den StEG-Hauptgleisen südwärts und bog dann Richtung Nordwesten ab, um nahe der Simmeringer Hauptstraße beim Bahnhof Wien St. Marx zu enden.
Anlässlich des Ausbaues des Zentralviehmarktes nach den Plänen des Architekten Frey wurde die vom Hauptgleis abzweigende, sogenannte Szallasenbahn errichtet (Szallasen: das Wort bezeichnete in Ungarn grasbewachsene Strecken; der Begriff wurde noch 1933 in einer Verordnung des Landwirtschaftsministers über die Marktordnung des Zentralviehmarktes verwendet). Auf diesem Gleis wurden Schweine direkt zu den bei ihren Stallungen befindlichen Verladerampen gebracht. Das Projekt wurde von der StEG 1880 dem Handelsministerium präsentiert. Im Juli 1880 wurde es dem Ministerium zur Genehmigung vorgelegt. Die Konzession zum Bau und zum Betrieb wurde im Juli 1889 erteilt.
Zu erreichen war der neue Schweinebahnhof, wie er gelegentlich genannt wurde, allerdings nur, wenn die Transportzüge in den Bahnhof Wien St. Marx einfuhren, dort gestürzt und dann in einer Linkskurve zu den Verladerampen für Schweine im Bereich des Schweineschlachthofs der Stadt Wien bei der heutigen Baumgasse weitergeführt wurden. Diese Gleisführung wurde bald geändert, so dass die direkte Zufahrt möglich wurde. 1899 war die Abzweigung in Richtung Nordosten laut Stadtplan direkt im Bogen von Südosten her befahrbar und führte zum Seuchenhof.
1887 wurde erwogen, die in Planung begriffene Donaukanallinie der Wiener Stadtbahn über ihren Endpunkt beim Münzamt hinaus zu führen und nach Unterquerung der Vorortelinie bei der Kleistgasse die Schlachthausbahn zu erreichen.

Projektierte Verbindung Schlachthaus- mit Verbindungsbahn (1912)

1892 (und in Stadtplänen zumindest bis 1946) bestand das Vorhaben, die Schlachthausbahn über eine circa 1,1 Kilometer lange Erweiterung in die Verbindungsbahn einzumünden, was sowohl den Süden als auch den Westen kürzestmöglich erschlossen hätte. Die nördlich des Arsenals abzweigende Verbindungslinie wäre ab dem Landstraßer Gürtel in Teilen unterirdisch geführt worden.
Die StEG wurde 1909 verstaatlicht und vom k.k. Eisenbahnministerium bzw. den k.k. Staatsbahnen übernommen. Die Strecke zum Zentralviehmarkt und zum Schlachthof war schon vor dem Ersten Weltkrieg zweigleisig.
Da seit der Stilllegung des Schlachthofs Sankt Marx und des Zentralviehmarkts Teile der Bahn nicht mehr benötigt wurden, wurde sie abschnittsweise rückgebaut. So wurde etwa 2004 im Zuge der Litfaßstraße (bis 1983 hier: Döblerhofstraße) eine über die Schlachthofbahn führende Brücke ebenso wie der Streckenteil abgetragen und das Straßenniveau abgesenkt. Zu Beginn des Jahres 2012 endete die Schlachthofbahn im Bereich der Zippererstraße und war damit um etwa 1,5 km kürzer als ursprünglich.

## Bahnhof Sankt Marx

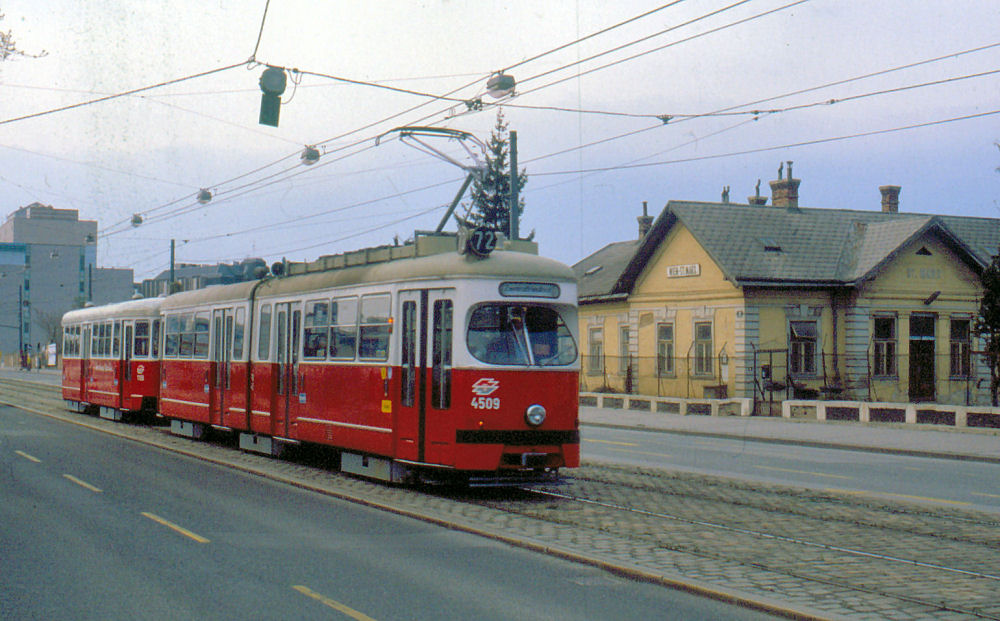
Bahnhofsgebäude des Bhf. St. Marx beim Rennweg im Jahr 1995

Der (Kopf-)Bahnhof Wien St. Marx, der sich im Bereich des heutigen T-Centers befand, war lediglich zugelassen für
- die Auf- und Abgabe von Hornvieh, Borstenvieh, Schafen, Lämmer und Ziegen in lebendem Zustand als Eil- und Frachtgut,
- die Auf- und Abgabe von geschlachteten und ausgeweideten Schweinen, Kälbern, Schafen, Lämmern und Ziegen als Eil- und Frachtgut bei Frachtzahlung mindestens für 5.000 Kilogramm für den Frachtbrief und Wagen,
- die Aufgabe von Dünger aus den Markthallen und Schlachthäusern in Sankt Marx bei Frachtzahlung für mindestens 10.000 Kilogramm für den Frachtbrief und Wagen,
- die Abgabe von zum Schlachten bestimmten Pferden, Fohlen, Ponys, Eseln und Maultieren als Eil- und Frachtgut,
- die Abgabe der als Frachtgut für die Gemeinde Wien einlangenden Sendungen von Futter- und Streumitteln, Futterrüben, Getreide, Heu und Stroh, geschrotetem Getreide und Torfstreu bei Frachtzahlung mindestens für 10.000 Kilogramm für den Frachtbrief und Wagen.[9]

Privatfirmen durften zusätzliche Warentransporte über den Bahnhof Wien St. Marx abwickeln, doch auch diese Transporte unterlagen Beschränkungen.
- Zentralviehmarkt: In einer Verordnung des Wiener Bürgermeisters vom 10. Juli 1920 wurde aus veterinärpolizeilichen Gründen neuerlich festgelegt, dass alle zur Schlachtung bestimmten Tiere nur auf dem Schlachtviehbahnhof in Sankt Marx entladen werden durften. In dessen Bereich bestanden zwei Entladerampen für Rinder mit Raum für 50 und 30 Viehwaggons und eine weitere Entladerampe für Schweine mit Raum für 20 und 10 Waggons.[10]
- Kontumazanlage: Der Kontumazmarkt der Kontumazanlage wurde mit drei von der Schlachthausbahn abzweigenden Gleisen mit eigenen Entladerampen sowie je einem Abstell- und Entladegleis mit eigener Entladerampe an die Schlachthausbahn angeschlossen.[11]
- Firma Jakob und Valentin: Die Firma durfte mit gewissen Ausnahmen auf dem Bahnhof Wien St. Marx Stückgüter und Wagenladungen aller Art aufgeben bzw. hier an sie adressierte Wagenladungen entgegennehmen.[9]
- Firma Fattinger & Co: Die auf dem Schlachthof Sankt Marx ansässige Albuminfabrik durfte über den Bahnhof Wien St. Marx den Transport von Albumin, mineralischer Kohle, Brennholz, rohem Blut und Trockenblut sowie Blutmehl, Betriebsmaterialen wie Öle, Fette, Bleche, leere Kisten und Fässer, Roh- und Fertigprodukte der Darre wie Obsttrester und ähnliche Produkte, Knochen, Schlacken, Alteisen und ähnliche Abfallmaterialien abwickeln.[9]
- Firmen Deutschösterreichischer Wirtschaftsverband für den Viehverkehr und Schlachthausnebenprodukte GmbH auf dem Schlachthof Sankt Marx: Beide Firmen wickelten über den Bahnhof Wien St. Marx den Transport frischer, gesalzener und getrockneter Felle von Kälbern, Schafen und Ziegen, frischer gesalzener und getrockneter Därme, denaturiertem Salz und Emballagen ab.[9]
- Sonstige Firmen durften Stückgut und ganze Wagenladungen hier aufgeben, sofern die Sendungen aus dem in Sankt Marx errichteten öffentlichen Zolllager stammten.[9]

Bis 1949 kamen weitere Firmen mit Anschlüssen an die Schlachthausbahn dazu:
- Fattinger (Tierfutter)
- Internationale Transportgesellschaft
- Kriegelstein
- Kühlhaus A. G.
- Maichle (Aufgabe von Eisenschrott)
- Mateyka (Aufgabe von Eisenschrott)
- Naumann (nur für die Aufgabe von Häuten und dergleichen, Abgabe von Salz)
- Schenker & Co (nur für die Aufgabe von Schlachthausprodukten)
- Schrutz (nur für die Aufgabe von Häuten und dergleichen, Abgabe von Salz)
- Staudt (nur für die Aufgabe von Häuten und dergleichen, Abgabe von Salz)
- Unilever
- Vacuum Oil Company
- Wiener Fleischgenossenschaft[12]

## Erdberger Schleppbahn
Die Imperial Continental Gas Association beantragte im Oktober 1885 für ihr Gaswerk Erdberg einen Anschluss an die Schlachthausbahn. Die Konzession für die als Erdberger Schleppbahn bezeichnete Strecke wurde im Juli 1889 erteilt. Die Betriebsbewilligung folgte im April 1890. Zum Befahren dieser Schleppbahn musste die Schlachthausbahn nordostwärts in Richtung Ostbahnbrücke befahren und eine in dieser Richtung kurz vor der Brücke errichtete Abzweigung nach Nordwesten genommen werden. Die Strecke verlief nun flussaufwärts am rechten Donaukanalufer, war im Stadtplan 1899 bis zur heutigen Fritz-Henkel-Gasse im 3. Bezirk, also über das Gaswerk hinaus, eingezeichnet und war ca. 3 km lang.
1899 stellte das Gaswerk Erdberg den Betrieb ein. Die Schleppbahn blieb aber bestehen; über ihre Abtragung wurde bis 1917 ein Rechtsstreit zwischen der Stadt Wien und der Bahnverwaltung geführt. Der Streckenteil am Donaukanalufer könnte von 1914 an von der Pressburger Bahn benützt worden sein, deren Wiener Stadtstrecke hier direkt am Kanalufer verlief. Der südliche Teil der Schleppbahn bis zum Gaswerksteg über den Donaukanal besteht bis heute.
Das Kraftwerk Simmering besitzt ebenfalls einen Bahnanschluss über die Schlachthausbahn.